# 621 a.C.
Il 621 a.C. (DCXXI a.C. in numeri romani) è un anno  del VII secolo a.C.

## Eventi
- Grecia: Viene emanata la Costituzione di Dracone ad Atene, che sostituisce la faida con il Diritto penale, garantisce l'incolumità degli imputati fino alla prova della loro colpevolezza in un processo pubblico e distingue fra omicidio volontario e involontario.